# Alan 1st concert tour -voice of you- in TOKYO 2010.01.24
『alan 1st concert tour -voice of you- in TOKYO 2010.01.24』（アラン ファースト コンサート ツアー ボイス オブ ユー イン トーキョー 2010.01.24）はチベット族中国人女性歌手alanの日本における1stライブ映像DVD。2010年3月24日にavex traxよりリリースされた。香港では3月26日にリリース。

## 解説
- 東京・大阪・名古屋で開催された1stコンサートツアーの東京・昭和女子大学 人見記念講堂での回をアンコールを含め完全収録。
- 二胡の演奏もある。
- 「千年の虹」「Nobody knows but me」では、Rin'の長須与佳が尺八で参加した[2]。
- 「懐かしい未来〜longing future〜 -Encore-」では、昭和女子大学附属昭和中学校・高等学校のコーラス部50名が参加した[3]。
- 衣装はalan本人がチベットの民族衣装をモチーフにデザインした物もある[3]。
- 2010年2月28日にWOWOWで1時間の短縮版が放送された。

## コンサートツアー開催地
- 名古屋 - 2010年1月14日, Zepp Nagoya
- 東京 - 2010年1月24日, 昭和女子大学 人見記念講堂
- 大阪 - 2010年1月31日, サンケイホールブリーゼ

## 収録曲
1. 天女 〜interlude〜
アルバム「Voice of EARTH」収録
2. 群青の谷
作詞：Cocco　作曲：Cocco　編曲：tasuku
3. One
作詞：矢井田瞳　作曲：alan・菊池一仁
アルバム「my life」収録
4. Beauty〜空唄〜Lost Child
Beauty - 作詞：池田綾子　作曲：菊池一仁　編曲：SHiNTA
空唄 - 作詞：岩里祐穂　作曲：菊池一仁　編曲：中野雄太
Lost Child - 作詞：Kenn Kato　作曲：alan・菊池一仁　編曲：河野圭
5. Swear
作詞：aico・宮川ユカ　作曲：菊池一仁　編曲：河野圭
6. Call my name 
作詞：kenko-p　作曲：alan・菊池一仁　編曲：村田昭
アルバム「my life」収録
7. 千年の虹
Rin'のアルバム「源氏ノスタルジー」収録
8. BALLAD〜名もなき恋のうた〜
作詞：kenko-p　作曲：菊池一仁　編曲：中野雄太
9. sign
作詞：不明　作曲：菊池一仁　編曲：菊池一仁・tasuku
シングル「ひとつ」収録
10. 明日への讃歌
作詞：野島伸司　作曲：菊池一仁　編曲：中野雄太
11. Nobody knows but me
作詞：alan・菊池一仁　作曲：alan　編曲：村田昭
アルバム「my life」収録
12. Qing Zang Gao Yuan
青藏高原・チベット高原
13. 幸せの鐘
作詞: 御徒町凧　作曲: 菊池一仁　編集: tasuku
14. 久遠の河
作詞：松井五郎　作曲：岩代太郎　編曲：中野雄太
15. 心・戦 〜RED CLIFF〜
作詞: 李焯雄, 作曲: 岩代太郎, 編曲: 中野雄太
「RED CLIFF〜心・戦〜」の中国語版
16. 絆
二胡の演奏
17. 恵みの雨
作詞：古内東子　作曲：菊池一仁　編曲：中野雄太
18. my life
作詞：古内東子　作曲：菊池一仁　編曲：中野雄太
アルバム「my life」収録
19. Together -Encore-
作詞：松井美樹　作曲：alan
アルバム「Voice of EARTH」収録
20. Diamond -Encore-
作詞：藤林聖子　作曲：菊池一仁　編曲：ats-
21. 懐かしい未来〜longing future〜 -Encore-
作詞：大貫妙子　作曲：菊池一仁　編曲：中野雄太